# Waleed Ali
Waleed Ali (in arabo وليد علي‎?; Al Kuwait, 3 novembre 1980) è un calciatore kuwaitiano, centrocampista dell'Al Kuwait e della Nazionale kuwaitiana.

## Carriera
Con la Nazionale kuwaitiana ha vinto la Coppa delle Nazioni del Golfo nel 2010, segnando in finale la rete della vittoria contro l'Arabia Saudita nel corso dei tempi supplementari.

## Palmarès

### Club

#### Competizioni nazionali
- Campionato iraniano: 1

Esteghlal: 2011-2012

#### Competizioni internazionali
- Coppa dell'AFC: 2

Al-Kuwait: 2012, 2013

### Nazionale
- Coppa delle Nazioni del Golfo: 1

Yemen 2010